# Chorvoq
Charvak (ros. Чарвак, Czarwak) – osiedle typu miejskiego w wilajacie taszkentskim, w Uzbekistanie. Leży nad rzeką Chirchiq. Stacja końcowa na linii kolejowej z Taszkentu.
Osiedle powstało w 1964 roku w związku z budową hydroelektrowni czarwackiej.